# Странствующий Меченосец
«Стра́нствующий Мечено́сец» (кит. 遊俠兒, англ. The Wandering Swordsman) — гонконгский художественный фильм режиссёра Чжан Чэ производства студии братьев Шао. Дэвид Цзян в этом фильме впервые исполнил главную роль.

## Сюжет
Странствующий Меченосец путешествует в поисках приключений и натыкается на группу бандитов, планирующих ограбить эскорт с некоторыми ценностями. Сначала он помогает грабителям из-за их добрых намерений, но затем узнаёт, что его обманули. Теперь он намерен отомстить банде.

## В ролях
| Актёр        | Роль                                  |
| ------------ | ------------------------------------- |
| Дэвид Цзян   | Странствующий Меченосец               |
| Лили Ли      | Цзян Лин                              |
| Чжан Пэйшань | Кун У                                 |
| Чжэн Лэй     | Цзян Вэй                              |
| Ван Гуанъюй  | Цзинь Лилай                           |
| У Ма         | Хоу Цзю                               |
| Чэнь Син     | Железный Король Чжун Чиху             |
| Дун Ли       | руководитель вооруженного эскорта Ван |
| Хун Лю       | Летающий Грабитель Го Тяньвань        |
| Лю Ган       | Летающий Грабитель Фан Тяньлун        |
| Вон Чун      | охранник                              |

## Съёмочная группа
- Компания: Shaw Brothers
- Продюсер: Шао Жэньлэн
- Режиссёр: Чжан Чэ
- Сценарист: Ни Куан[кит.]
- Ассистент режиссёра: У Ма[кит.], Гу Ян
- Постановка боевых сцен: Чань Сиупхан, Юнь Чхёнъянь[кит.]
- Художник: Чань Кинсам
- Монтажёр: Цзян Синлун
- Грим: Фан Юань
- Оператор: Хуа Шань
- Композитор: Ван Фулин[кит.]